# Esquisto de Burgess

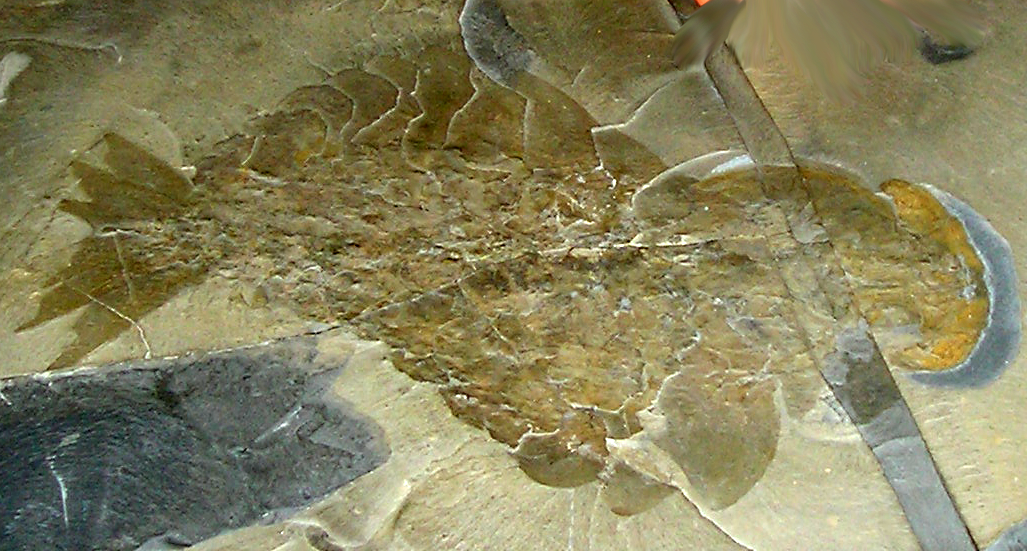
Primer fósil completo de Anomalocaris encontrado en el esquisto de Burgess, custodiado en el Royal Ontario Museum de Toronto, Canadá.

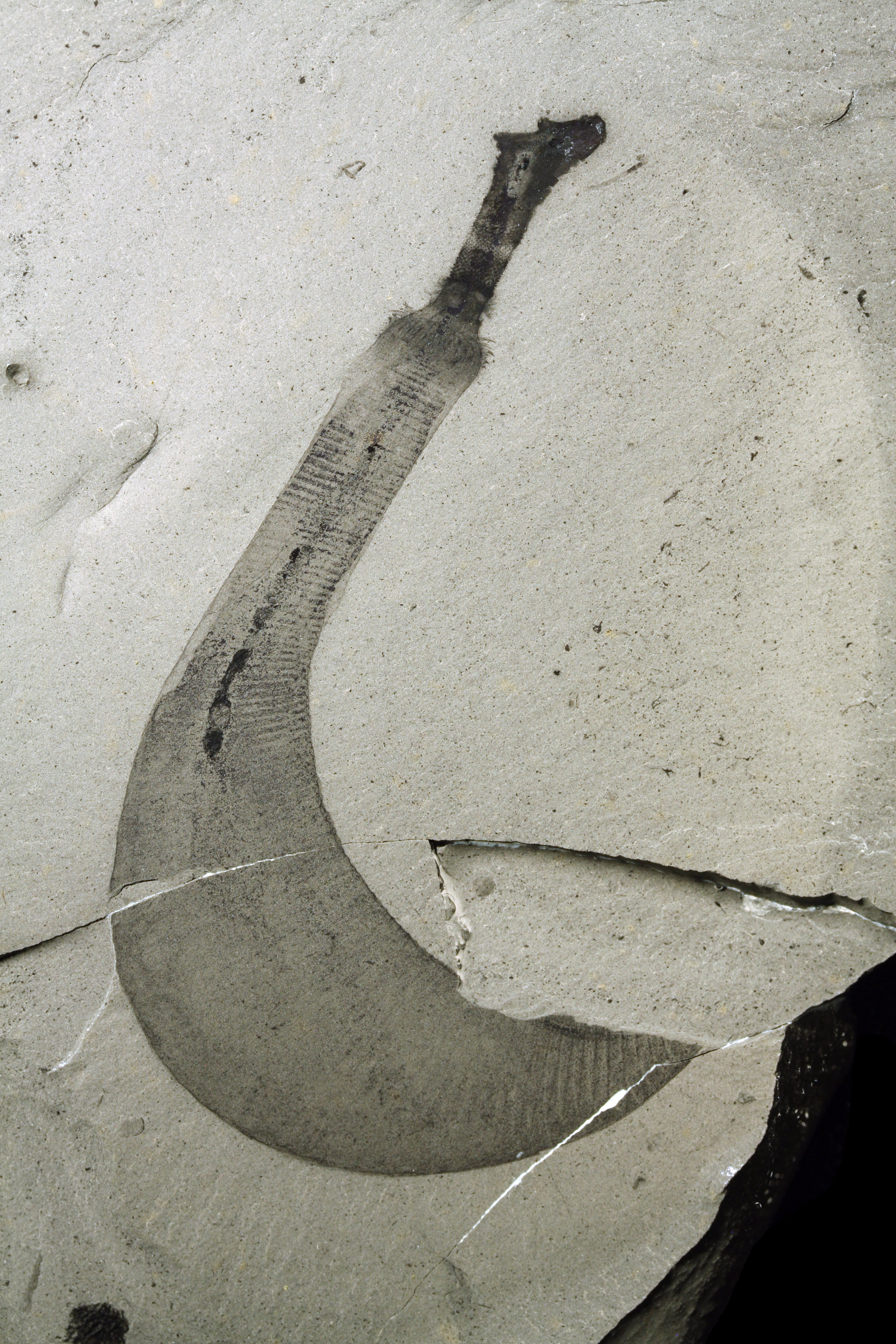
Fósil de Ottoia hallado en el esquisto de Burgess.

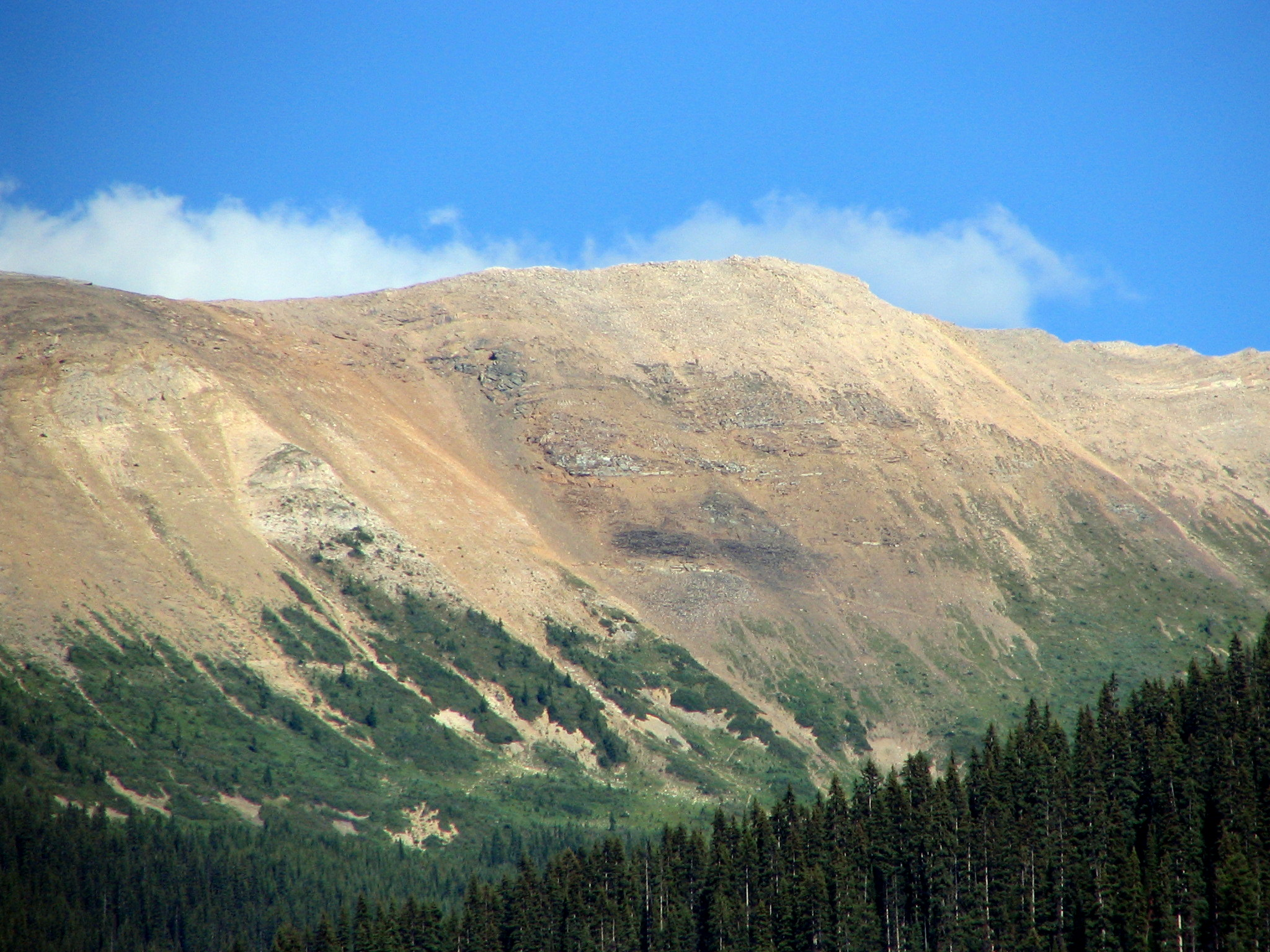
Burgess Shale desde el lago Emerald.

El esquisto de Burgess o, más correctamente, las lutitas de Burgess (en inglés: Burgess Shale) es el nombre de una formación geológica célebre por sus fósiles, ubicada en las inmediaciones del collado de Burgess, en el parque nacional Yoho de la provincia de Columbia Británica, en Canadá. El yacimiento original fue descubierto en 1909 por el paleontólogo Charles Walcott, y desde entonces se han ido encontrando nuevos afloramientos. Concretamente, en febrero de 2014 se comunicó el descubrimiento de otro yacimiento en el parque nacional Kootenay, a unos 42 km al sur de la primera localización.
Las lutitas de Burgess son conocidas por su riqueza en vestigios de animales invertebrados del período Cámbrico Medio (cerca de 505 millones de años de antigüedad). Este yacimiento provee una imagen única de la vida oceánica en un período en el que las criaturas vertebradas no habían hecho todavía su aparición, y del que no abundan los restos fósiles.
Se cree que este yacimiento de fósiles se debe al enterramiento súbito de organismos invertebrados (en posición de vida) por flujos de arcilla en un ambiente de marisma somera. Esto provocó que se conservaran una gran cantidad de fósiles que normalmente no se preservan debido a la ausencia de caparazón mineralizado (como celentéreos o moluscos sin concha).
Otra cosa que es especialmente notable en el conjunto de restos encontrados en las lutitas de Burgess, es la presencia de criaturas que no pertenecen a ningún filo conocido en el presente.
En 1980, las lutitas de Burgess fueron declaradas individualmente como Patrimonio de la Humanidad por la Unesco; y a partir de 1990 quedaron incluidas en el llamado Parque de las Montañas Rocosas Canadienses.

## Historia y significado
El yacimiento fosilífero de Burgess Shale fue descubierto por el paleontólogo Charles Walcott el 30 de agosto de 1909, hacia el final de la temporada de trabajo de campo de aquel año. Regresó en 1910 con sus hijos, su hija y su esposa, y comenzó a excavar en los flancos de Fossil Ridge. Walcott era por entonces secretario del Instituto Smithsoniano, institución que actualmente posee la mayor colección a nivel mundial de especímenes de las lutitas de Burgess. La importancia de la preservación de cuerpos blandos y la variedad de organismos que reconoció como nuevos para la ciencia lo llevaron a regresar al yacimiento casi todos los años hasta 1924. En ese momento, cuando contaba con 74 años, había acumulado más de 65 000 especímenes. La descripción de los fósiles fue una formidable tarea, realizada por Walcott hasta su muerte en 1927. Guiado por la opinión científica vigente por entonces, intentó categorizar todos los fósiles en taxones vivos y, como resultado, los fósiles se consideraron poco más que curiosidades de la época.
No fue hasta 1962 que se llevó a cabo una nueva investigación de primera mano sobre los fósiles de Burgess por parte de Alberto Simonetta. Esto llevó a los científicos a reconocer que Walcott apenas había arañado la superficie de la información disponible en el yacimiento, y también dejó en claro que los organismos hallados no encajaban fácilmente en los grupos modernos.
El Servicio Geológico de Canadá retomó las excavaciones en Walcott Quarry ante la insistencia del experto en trilobites Harry Blackmore Whittington, y se estableció una nueva cantera, Raymond, unos 20 metros por encima de Fossil Ridge. Whittington, con la ayuda de los estudiantes de investigación Derek Briggs y Simon Conway Morris de la Universidad de Cambridge, comenzó una revaluación exhaustiva de Burgess Shale, y reveló que la fauna representada era mucho más diversa e inusual de lo que Walcott había reconocido. Muchos de los animales presentes tenían disposiciones anatómicas inusuales y solo una mínima semejanza con otros animales conocidos. Algunos ejemplos de esta extraña fauna eran el Opabinia (que contaba con cinco ojos y una trompa como la manguera de una aspiradora) y Hallucigenia (que originalmente fue reconstruido al revés, caminando sobre espinas bilateralmente simétricas).
Con el organismo de Parques de Canadá y la Unesco reconociendo la importancia de Burgess Shale, la recolección de fósiles se volvió administrativamente más difícil desde mediados de la década de 1970. La colección de fósiles continuó a cargo del Museo Real de Ontario. El conservador de paleontología de invertebrados, Desmond Collins, identificó varios afloramientos adicionales en estratos tanto más altos como más bajos que la cantera original de Walcott. Estas localizaciones han continuado revelando nuevos organismos más rápido de lo que pueden ser estudiados.
El libro de Stephen Jay Gould La vida maravillosa, publicado en 1989, llamó la atención del público sobre los fósiles de Burgess Shale. Gould sugirió que la extraordinaria diversidad de los fósiles indicaba que las formas de vida en ese momento eran mucho más dispares en su forma corporal que las que sobreviven hoy, y que muchos de los linajes únicos fueron experimentos evolutivos que se extinguieron. La interpretación de Gould de la diversidad de la fauna del Cámbrico se basó en gran medida en la reinterpretación de Simon Conway Morris de las publicaciones originales de Charles Walcott. Sin embargo, Conway Morris no estuvo de acuerdo con las conclusiones de Gould, argumentando que casi toda la fauna del Cámbrico podría clasificarse en los actuales phyla.
Burgess Shale ha atraído el interés de los paleoclimatólogos que desean estudiar y predecir cambios futuros a largo plazo en el clima de la Tierra. Según Peter Ward y Donald Brownlee en el libro de 2003 "The Life and Death of Planet Earth" (La vida y la muerte del planeta tierra), los climatólogos estudian los registros fósiles en Burgess Shale para comprender el clima reinante en la Tierra durante la explosión cámbrica. La información obtenida se podría usar para predecir cómo sería el clima del planeta dentro de 500 millones de años, a medida que un Sol que se calienta y se expande, combinado con la disminución de CO2 y los niveles de oxígeno, finalmente calentará la Tierra hacia temperaturas no vistas desde el eón arcaico, hace tres mil millones de años (antes de que aparecieran las primeras plantas y animales). Esto, a su vez, promueve la comprensión de cómo y cuándo podrían desaparecer los últimos seres vivos en la Tierra (véase también el artículo futuro de la Tierra).
Después de que el sitio de Burgess Shale se registrara como Patrimonio de la Humanidad en 1980, se incluyó en la designación WHS de Canadian Rocky Mountain Parks en 1984.
En febrero de 2014, se anunció el descubrimiento de otro afloramiento de Burgess Shale en el Parque nacional Kootenay, al sur del primer yacimiento. En solo 15 días de recolección de campo en 2013, se desenterraron 50 especies de animales en el nuevo emplazamiento.

### Sitio del patrimonio geológico de la IUGS
En reconocimiento a que el sitio se caracteriza por una preservación excepcional de los tejidos blandos, [y contiene] el registro fósil más completo de los ecosistemas marinos del Cámbrico (wuluiano), la Unión Internacional de Ciencias Geológicas (IUGS) incluyó el Registro paleontológico del Cámbrico de Burgess Shale en su selección de 100 lugares del patrimonio geológico de todo el mundo, en una lista publicada en octubre de 2022. La organización define un sitio del patrimonio geológico de la IUGS como un lugar clave con elementos y/o procesos geológicos de relevancia científica internacional, utilizados como referencia, y/o con una contribución sustancial al desarrollo de las ciencias geológicas a través de la historia.

## Fósiles de las lutitas de Burgess
El aspecto más notable del yacimiento de fósiles de las lutitas de Burgess es la variedad de criaturas presentes, varias de las cuales fueron identificadas por primera vez como ejemplares completos precisamente en este lugar. Algunas de las criaturas de las lutitas de Burgess no pueden todavía ser asignadas a ningún filo conocido en el presente, siendo materia de debate en los círculos paleontológicos.

### Géneros asignados a algún grupo con especies vivientes
- Thaumaptilon (celenterados del grupo Pennatulacea)
- Amiskwia (gnatífero)
- Aysheaia (lobópodo)
- Sidneyia (artrópodo)
- Pikaia (filo Chordata)
- Metaspriggina (filo Chordata)
- Canadia (anélido)
- Takakkawia (esponja)
- Choia (esponja)
- Protospongia (esponja)
- Ottoia (priapúlido)
- Selkirkia (priapúlido)
- Canadaspis (artrópodo)
- Perspicaris (artrópodo)
- Leanchoilia (artrópodo)
- Hallucigenia (lobópodo)
- Nectocaris (molusco)
- Wiwaxia (molusco)
- Vauxia (esponja)

### Géneros asignados a grupos sin ejemplos vivientes
- Haplophrentis (filo hyolitha).
- Marrella (artrópodo)
- Olenoides (trilobites)
- Naraoia (nektáspido)
- Elrathina (trilobites)
- Elrathia (trilobites)
- Ehmaniella (trilobites)
- Laggania (dinocárido)
- Opabinia (dinocárido)
- Anomalocaris (dinocárido)
- Herpetogaster (Cambroernida)
- Eldonia (Cambroernida)
- Banffia (Vetulicolia)

### Géneros sin grupo conocido
- Siphusauctum
- Wiwaxia
- Dinomischus